# (5239) Reiki
(5239) Reiki est un astéroïde de la ceinture principale.

## Description
(5239) Reiki est un astéroïde de la ceinture principale. Il fut découvert le 14 novembre 1990 à Yatsugatake par Shun-ei Izumikawa et Osamu Muramatsu. Il présente une orbite caractérisée par un demi-grand axe de 2,78 UA, une excentricité de 0,14 et une inclinaison de 8,5° par rapport à l'écliptique.

## Compléments